# Rhinolophus keyensis simplex
Rhinolophus keyensis simplex är en underart till fladdermusen Rhinolophus keyensis som beskrevs av K. Andersen 1905. Rhinolophus keyensis ingår i släktet Rhinolophus och familjen hästskonäsor.